# Mestranol/noretinodrel
Mestranol/noretinodrel fue la primera píldora anticonceptiva oral combinada (COCP) compuesta por mestranol y norethynodrel. Se vendió como Enovid en los Estados Unidos y como Enavid en el Reino Unido. Desarrollada por el Dr. Gregory Pincus en GD Searle & Company, fue aprobada por primera vez el 10 de junio de 1957 por la Administración de Drogas y Alimentos de los EE.UU. para el tratamiento de trastornos menstruales. La FDA aprobó una indicación adicional para su uso como anticonceptivo el 23 de junio de 1960, aunque solo se hizo legalmente prescribible en todo el país y sin importar el estado civil de la mujer después del caso Eisenstadt v. Baird en 1972.  En 1961, fue aprobada como anticonceptivo en el Reino Unido y en Canadá.

## Efectos secundarios
El primer reporte de caso publicado de un coágulo sanguíneo y una embolia pulmonar en una mujer usuaria de Enavid (Enovid 10 mg en los EE. UU.) a una dosis de 20 mg/día no apareció sino hasta noviembre de 1961, cuatro años después de su aprobación, momento en el cual había sido utilizado por más de un millón de mujeres.  Se necesitaría casi una década de estudios epidemiológicos para establecer de manera concluyente si existe un mayor riesgo de trombosis venosa en usuarias de anticonceptivos orales y un mayor riesgo de accidente cerebrovascular e infarto de miocardio en usuarias de anticonceptivos orales que fuman o tienen presión arterial alta u otros factores de riesgo cardiovascular o cerebrovascular.  Estos riesgos de los anticonceptivos orales fueron dramatizados en el libro de 1969 The Doctors' Case Against the Pill por la periodista feminista Barbara Seaman, quien ayudó a organizar las audiencias de pastillas de Nelson de 1970, convocadas por el senador Gaylord Nelson.  Las audiencias fueron dirigidas por senadores que eran todos hombres y los testigos en la primera ronda de audiencias fueron hombres, lo que llevó a Alice Wolfson y otras feministas a protestar por las audiencias y generar atención en los medios.  Su trabajo condujo a exigir la inclusión de inserciones en el paquete con anticonceptivos orales para explicar sus posibles efectos secundarios y riesgos, para ayudar a facilitar el consentimiento informado. Los anticonceptivos orales en dosis estándar de hoy en día contienen una dosis de estrógeno que es un tercio más baja que el primer anticonceptivo oral comercializado y contienen dosis más bajas de progestinas diferentes y más potentes en una variedad de formulaciones.
Enovid se descontinuó en los EE. UU. en 1988, junto con otros COCP con altos niveles de estrógenos.